# Meibomia hirsuta
Meibomia hirsuta là một loài thực vật có hoa trong họ Đậu. Loài này được (M. Martens & Galeotti) Kuntze mô tả khoa học đầu tiên năm 1891.